# Forpus crassirostris
Forpus crassirostris — вид птиц из семейства попугаевых. Может считаться подвидом Forpus xanthopterygius. Иногда этих птиц содержат в неволе.

## Распространение
Ареал простирается от юго-востока Колумбии до севера Перу и западной части Бразилии. Небольшая популяция имеется на острове São Sebastião.

## Описание
Длина тела обычно 12—13 см, вес около 28 г. Окрас верхних частей тела зелёный, нижних — жёлто-зелёный. При этом в окрасе самцов присутствуют синие детали. Глаза тёмно-коричневые.

## Биология
Рацион состоит из растительной пищи. Гнездятся в полостях деревьев и подобных местах, также используют гнёзда рыжих печников и иных птиц. В кладке 3—7 маленьких белых яиц. Эти птицы весьма социальны, их часто наблюдают стаями до 100 особей.